# Mali Miletinac
Mali Miletinac falu Horvátországban Belovár-Bilogora megyében. Közigazgatásilag Đulovachoz tartozik.

## Fekvése
Belovártól légvonalban 45, közúton 61 km-re délkeletre, Daruvár központjától légvonalban 14, közúton 19 km-re északkeletre, községközpontjától légvonalban 7, közúton 12 km-re nyugatra, Nyugat-Szlavóniában, a Bilo-hegység déli részén, az Ilova völgye felett fekszik. Egyetlen utcából áll.

## Története
A falu a 19. század végén és a 20. század elején keletkezett erdőirtással Bastaji északi határrészéből, amikor birtokosa a Jankovich család német, magyar, szerb és horvát ajkú lakosságot telepített be ide a környező területek megművelésére. 1910-ben 160 lakosa volt. 1910-ben a népszámlálás adatai szerint lakosságának 39%-a magyar, 26%-a szerb, 24%-a horvát és 10%-a német anyanyelvű volt. A Magyar Királyságon belül Horvát–Szlavónország részeként, Pozsega vármegye Daruvári járásának része volt. Az I. világháború után 1918-ban az új szerb-horvát-szlovén állam, majd később (1929-ben) Jugoszlávia része lett. 1941 és 1945 között a németbarát Független Horvát Államhoz, háború után a település a szocialista Jugoszláviához tartozott. 
1991-től a független Horvátország része. 1991-ben lakosságának 87%-a horvát és 6%-a jugoszláv, 4%-a ruszin nemzetiségű volt. A délszláv háború idején 1991. szeptember 23-án szerb fegyveresek hatoltak be a településre és csaknem két hónapig ellenőrzésük alatt tartották. A horvát erők az Otkos-10 hadművelet keretében november 14-én szabadították fel. A falunak 2011-ben 22 lakosa volt.

## Lakossága
| Lakosság változása | Lakosság változása | Lakosság változása | Lakosság változása | Lakosság változása | Lakosság változása | Lakosság változása | Lakosság változása | Lakosság változása | Lakosság változása | Lakosság változása | Lakosság változása | Lakosság változása | Lakosság változása | Lakosság változása | Lakosság változása |
| ------------------ | ------------------ | ------------------ | ------------------ | ------------------ | ------------------ | ------------------ | ------------------ | ------------------ | ------------------ | ------------------ | ------------------ | ------------------ | ------------------ | ------------------ | ------------------ |
| 1857               | 1869               | 1880               | 1890               | 1900               | 1910               | 1921               | 1931               | 1948               | 1953               | 1961               | 1971               | 1981               | 1991               | 2001               | 2011               |
| 0                  | 0                  | 0                  | 0                  | 0                  | 160                | 148                | 153                | 152                | 162                | 139                | 123                | 69                 | 47                 | 25                 | 22                 |

(1921-ig településrész, 1931-től önálló településként.)